# ボリャナ・クリシュト
ボリャナ・クリシュト（ボスニア語: Borjana Krišto、1961年8月13日 - ）は、ボスニア・ヘルツェゴビナの政治家。2023年1月25日から同国初の女性として閣僚評議会議長（首相）を務める。クロアチア民主同盟に所属するクロアチア人。ボスニア・ヘルツェゴビナ連邦大統領、ボスニア・ヘルツェゴビナ議会民族院（上院）及び代議院（下院）議員を歴任。2010年と2022年の総選挙で大統領評議会メンバーに立候補したが、いずれも落選している。

## 経歴
リヴノで生まれ育ち、1980年に経済特化高校を卒業。その後、1984年にバニャ・ルカ大学法学部で学位を取得し、サラエボで司法試験に合格。
クリシュトは1995年に政界に入り、クロアチア民主連合に加わった。クリシュトは2007年から同党の副党首を務めている。1999年から2000年まで連邦内の10州政府の法務大臣を務め、その後2000年から2002年まで州政府長官を務めた。2002年の総選挙でクリシュトは連邦下院議員に選出されたが、クリシュトは連邦政府の法務大臣に任命されたため、メンバーを辞退することになる。2006年の総選挙でクリシュトは下院議員に選出された。クリシュトは欧州評議会会議へのボスニア・ヘルツェゴビナ代表団のメンバーに任命された。2007年2月22日にボスニア・ヘルツェゴビナを構成する2つの自治団体の1つであるボスニア・ヘルツェゴビナ連邦大統領に選出された後、議員を辞職。女性初の連邦大統領だった。2011年まで連邦大統領を務め、後任はジブコ・ブディミルに引き継がれた。
2010年の総選挙で、クリシュトはクロアチア人メンバーとして大統領評議会の議席に立候補したが、19.74%の票しか得られず、60.61%の票を得た社会民主党のジェリコ・コムシッチに敗れる。2011年6月、クリシュトは閣僚評議会議長に指名された候補者の1人となる。3人の候補者のうち、得票率は最下位だった。2014年の総選挙で、クリシュトは再び下院議員に選出された。彼女は2018年の総選挙で再選された。2022年6月のボスニア総選挙でクリシュトの立候補を発表し、再び大統領候補に立候補し、クロアチア人を代表した。しかし、前回と同じく、ジェリコ・コムシッチに敗れた。
2022年総選挙後、独立社会民主同盟やクロアチア民主連合、トロイカなどの3つの政党が新政府の形成について合意に達し、クリシュトを次期閣僚会議議長に指名した。コムシッチを含む大統領評議会もクリシュトの次期閣僚評議会議長も指名。代議院（下院）は12月28日にクリシュトの任命を確認し、クリシュトが女性初の閣僚会議議長となることが決定した。クリシュトはボスニア・ヘルツェゴビナのEUへの加盟を迅速に行うため働く国家政府を率いると公約を述べた。
2023年2月16日、クリシュトは初の外遊としてクロアチアを公式訪問し、アンドレイ・プレンコヴィッチ首相と両国間の二国間関係と経済協力についての会談を行った。2023年4月、クリシュトはバチカン市国で教皇フランシスコと会談を行った。
2023年パレスチナ・イスラエル戦争についてはハマスの攻撃を「不公平で残忍」と非難し、イスラエルへの支持を表明した。2023年3月20日にクリシュトはブリュッセルを訪問。欧州理事会のシャルル・ミシェル議長と会談を行い、EUのボスニア・ヘルツェゴビナへの継続的な支援に感謝し、ミシェルはクリシュト内閣が2023年から2025年までのボスニア・ヘルツェゴビナの経済改革プログラムの採択を祝福。